# Roger W. Smith
Roger W. Smith (nacido en 1970) es un relojero independiente británico. Premiado en su juventud con la Medalla de Bronce del Instituto Horológico Británico (premio otorgado al estudiante graduado más destacado de cada año), su trayectoria fue reconocida en 2018 con su nombramiento como Miembro de la Orden del Imperio Británico.

## Semblanza
Nacido en 1970 en Bolton, cerca de Mánchester, Roger Smith creció con poco interés por las actividades académicas, pero tenía talento para las tareas manuales. Al cumplir los 16 años, su padre le sugirió matricularse en la Escuela de Horología de Mánchester. Posteriormente, fue el primero de su clase, obteniendo la Medalla de Bronce del Instituto Horológico Británico, otorgada a la mejor calificación general del año. Durante su estancia en el Instituto, George Daniels fue ponente invitado, y desde ese momento Roger supo que quería fabricar relojes a mano.
Siguiendo las instrucciones del libro de Daniels, "Relojería", se dedicó a fabricar su primer reloj de bolsillo en su tiempo libre. En 1990, con tan solo 22 años de edad, llevó el reloj a Daniels, quien le sugirió que volviera a empezar porque parecía "hecho a mano", no "creado". Sin desanimarse por esta respuesta, Smith regresó a su taller y pasó los siguientes cinco años fabricando y rehaciendo su segundo reloj de bolsillo, hasta perfeccionar las treinta y dos técnicas necesarias para diseñar y fabricar un reloj con el "Método Daniels". Tras completar un segundo reloj, lo llevó de vuelta a Daniels y esta vez obtuvo su aprobación.
El reloj fue subastado en junio de 2023 por la casa Philips en Nueva York, y se vendió por 4,9 millones de dólares.
Poco después, Daniels invitó a Smith a trasladarse a la isla de Man para trabajar con él en la serie "Daniels Millennium". Tres años después, al finalizar la serie, Smith abrió su propio estudio en la isla de Man. Produjo su «Serie 1», una colección de 9 relojes con caja rectangular, equipados con una complicación de calendario retrógrado, que se fabricaron durante tres años. Su Serie 2 se lanzó en febrero de 2006.
En 2010, Smith desarrolló la que sería su última colaboración con Daniels: una serie de 35 relojes de pulsera para conmemorar el 35 aniversario de la invención del escape coaxial por parte de Daniels, por la que el propio Daniels fue nombrado miembro de la Orden del Imperio Británico en reconocimiento a sus servicios a la relojería.
En 2011, Smith recibió la Medalla de Plata Barrett del Instituto Horológico Británico, que se otorga por un destacado desarrollo o logro en cualquier campo de la relojería. Se le otorgó la medalla por su «Dedicación y continuidad con éxito de las más refinadas tradiciones de la relojería inglesa y británica».
Tras su fallecimiento en 2011, George Daniels legó la totalidad de su taller a Smith, y señaló: «Todo el estudio de George estaba orientado al único objetivo de que un solo hombre pudiera diseñar y fabricar un reloj de principio a fin». El estudio incorpora los tornos Schaublin y la mandrinadora Hauser de Daniels, utilizados para fabricar piezas esenciales de alta precisión para los relojes, que se combinan con el equipo de torneado manual, que data de la década de 1820.
Smith vive con su familia en la Isla de Man. En 2018 fue galardonado con la Orden del Imperio Británico (OBE).

## En la cultura popular
Roger ha aparecido en las siguientes producciones:
- Serie Morgan Freeman Through the Wormhole: episodio «La cuna del tiempo».
- Radio 4 Programa «In Business» con Peter Day: «Ticking Over».
- Noticias de Radio 4: Comentario sobre ¿Qué pasó con los pitidos de Radio 4?
- Noticias de Granada ITV: El regalo para quien lo tiene todo.
- Documental de una hora (2015) El aprendiz del relojero.[7]

También ha grabado una serie de minipelículas para YouTube.